# Zmarli w roku 1989
Lista osób zmarłych w 1989:

## styczeń 1989
- 4 stycznia – Kazimierz Brusikiewicz, polski aktor[1]
- 7 stycznia – Hirohito, cesarz Japonii[2]
- 10 stycznia – Walentin Głuszko, rosyjski specjalista techniki rakietowej[3]
- 12 stycznia – Zygmunt Hübner, polski aktor, reżyser, publicysta i pedagog[4]
- 19 stycznia – Zbigniew Resich, polski prawnik, sportowiec, profesor nauk prawnych, pierwszy prezes Sądu Najwyższego, dziekan Wydziału Prawa i Administracji Uniwersytetu Warszawskiego, poseł na Sejm PRL V kadencji[5]
- 20 stycznia – Józef Cyrankiewicz, polski działacz socjalistyczny, premier Polski[6]
- 23 stycznia:
  - Salvador Dalí, hiszpański malarz[7]
  - Ludwik Konarzewski, polski malarz, rzeźbiarz i pedagog plastyczny[8]
- 24 stycznia – Štefan Peciar, słowacki językoznawca[9]
- 28 stycznia – Halina Konopacka, polska lekkoatletka[10]

## luty 1989
- 17 lutego – Jan Vreede, holenderski żeglarz, medalista olimpijski[11]
- 23 lutego – Hans Hellmut Kirst, niemiecki pisarz[12]
- 27 lutego – Konrad Lorenz, austriacki etolog[13]
- 28 lutego – Albin Siekierski, śląski prozaik[14]

## marzec 1989
- 12 marca – Clelia Gatti Aldrovandi, włoska harfistka[15]
- 14 marca – Zyta Burbon-Parmeńska, cesarzowa Austrii i królowa Węgier[16]
- 17 marca – Marek Bliziński, polski gitarzysta jazzowy[17]
- 18 marca – Harold Jeffreys, brytyjski astronom i geofizyk[18]
- 20 marca – Danuta Sokolnicka, polska jubilerka, złotniczka, pierwsza w Polsce kobieta z tytułem mistrza złotnictwa[19]
- 28 marca – Ludwika Nitschowa, polska rzeźbiarka, autorka Syrenki nad Wisłą[20]
- 29 marca – Jo Mihaly, niemiecka tancerka, aktorka, pisarka, działaczka społeczna[21]

## kwiecień 1989
- 12 kwietnia – Sugar Ray Robinson, amerykański bokser[22]
- 15 kwietnia:
  - Charles Vanel, francuski aktor i reżyser[23]
  - Hu Yaobang, polityk chiński, przywódca Komunistycznej Partii Chin[24]
- 22 kwietnia:
  - György Kulin, węgierski astronom[25]
  - Emilio Segrè, amerykański fizyk, poch. włoskiego[26]
- 27 kwietnia – Leopold Buczkowski, polski pisarz[27]
- 30 kwietnia – Sergio Leone, włoski reżyser filmowy[28]

## maj 1989
- 1 maja – Edward Ochab, komunistyczny działacz społeczny i polityczny w okresie PRL[29]
- 2 maja – Giuseppe Siri, kardynał, wieloletni (1946-1987) arcybiskup Genui, jeden z liderów konserwatywnej frakcji w Kolegium Kardynalskim, kilkukrotny Papabile[30]
- 6 maja – Antoni Kiliński, polski inżynier, cybernetyk[31]
- 11 maja – Tomasz Zan, polski konspirator, żołnierz AK, prawnuk Tomasza Zana „Promienistego”[32]
- 24 maja – Mia Beyerl, austriacka śpiewaczka operowa, pianistka i nauczycielka muzyki[33]
- 27 maja – Zygmunt Andrzej Heinrich, polski taternik, alpinista, himalaista[34]

## czerwiec 1989
- 3 czerwca – ajatollah Ruhollah Chomejni, przywódca polityczny i religijny Iranu[35]
- 18 czerwca – Jacek Zwoźniak, polski piosenkarz i artysta kabaretowy[36]
- 20 czerwca – George Bidwell, brytyjski pisarz[37]
- 21 czerwca – Halina Mikołajska, polska aktorka i reżyserka[38]

## lipiec 1989
- 2 lipca – Andriej Gromyko, polityk radziecki, wieloletni minister spraw zagranicznych ZSRR[39]
- 6 lipca:
  - Einar Fróvin Waag, farerski polityk, właściciel browaru Föroya Bjór[40]
  - János Kádár, przywódca Węgier w latach 1956–1988[41]
- 10 lipca:
  - Mel Blanc – amerykański aktor dubbingowy, zwany „Człowiekiem o 1000 głosach”[42]
  - Wiesław Stasielak, polski koszykarz, trener
- 11 lipca – Laurence Olivier, angielski aktor i reżyser[43]
- 14 lipca – Artur Sandauer, polski krytyk literacki, pisarz, tłumacz, profesor UW[44]
- 15 lipca – Maria Kuncewiczowa, polska pisarka[45]
- 16 lipca:
  - Herbert von Karajan, austriacki dyrygent[46]
  - Nicolás Guillén, kubański poeta[47]
- 19 lipca – Kazimierz Sabbat, polski polityk, premier i prezydent Polski na uchodźstwie[48]
- 24 lipca – Czesław Łapiński, taternik, alpinista, ratownik tatrzański i wieloletni kierownik schroniska nad Morskim Okiem[49]

## sierpień 1989
- 14 sierpnia:
  - Alfons Karny, polski rzeźbiarz[50]
  - Ricky Berry, amerykański koszykarz
- 22 sierpnia – Aleksandr Jakowlew (ros. Александр Сергеевич Яковлев), rosyjski konstruktor lotniczy[51]
- 24 sierpnia – Feliks Topolski, polski malarz i rysownik[52]
- 26 sierpnia – Irving Stone, amerykański pisarz[53]
- 28 sierpnia – Konstanty Puzyna, polski teatrolog, eseista, publicysta, poeta[54]

## wrzesień 1989
- 1 września:
  - Kazimierz Deyna, polski piłkarz[55]
  - Tadeusz Sendzimir, polski inżynier i wynalazca[56]
  - Shah Azizur Rahman, pakistański i bangladeski polityk, premier Bangladeszu w latach 1979–1982[57]
- 3 września:
  - Gaetano Scirea, włoski piłkarz, zginął w wypadku samochodowym w Polsce[58]
  - Jan Trepczyk, kaszubski literat i działacz społeczny[59]
- 4 września – Zenon Kliszko, polski podporucznik, polityk, poseł do KRN, wicemarszałek Sejmu PRL[60]
- 10 września – Zbigniew Rychlicki, polski artysta grafik, ilustrator książek dla dzieci[61]
- 18 września – Aleksandra Śląska, polska aktorka[62]
- 28 września – Ferdinand Marcos, filipiński polityk[63]
- 29 września:
  - Andrzej Gieysztor, polski kierowca, pilot rajdowy[64]
  - Zdzisław Kamiński, polski dziennikarz, popularyzator nauki[64]
  - Andrzej Kurek, polski dziennikarz, popularyzator nauki[64]

## październik 1989
- 1 października – Stanisława Fleszarowa-Muskat, polska pisarka[65]
- 4 października – Graham Chapman, brytyjski komik, jeden z założycieli Monty Python[66]
- 6 października:
  - Bette Davis, amerykańska aktorka[67]
  - Jaromír Korčák, czeski geograf, demograf i statystyk[68]
- 15 października – Danilo Kiš, serbski pisarz[69]
- 24 października – Jerzy Kukuczka, polski alpinista[70]

## listopad 1989
- 1 listopada – Hoimar von Ditfurth, niemiecki popularyzator nauki[71]
- 5 listopada:
  - Barry Sadler, amerykański piosenkarz i pisarz[72]
  - Vladimir Horowitz, pianista[73]
- 10 listopada – Peter Berglar, niemiecki lekarz i historyk[74]
- 11 listopada – Józef Szaflarski, polski geograf, profesor[75]
- 13 listopada – Franciszek Józef II, książę Liechtensteinu[76]
- 23 listopada – Alojzy Sitko, polski piłkarz, reprezentant kraju w piłce nożnej[77]
- 24 listopada – Toni Zweifel, szwajcarski działacz Opus Dei, Sługa Boży[78]

## grudzień 1989
- 11 grudnia – Lindsay Crosby, amerykański piosenkarz i aktor[79]
- 14 grudnia – Andriej Sacharow, radziecki fizyk jądrowy, laureat pokojowej nagrody Nobla[80]
- 16 grudnia – Lee Van Cleef, amerykański aktor[81]
- 22 grudnia – Samuel Beckett, irlandzki poeta[82]
- 25 grudnia:
  - Nicolae Ceaușescu, przywódca komunistyczny, rumuński dyktator[83]
  - Elena Ceaușescu, rumuńska polityk, wicepremier, pierwsza dama[83]
- 28 grudnia – Hermann Oberth, niemiecki naukowiec, jeden z pionierów techniki rakietowej[84]
- 30 grudnia – Sten Abel, norweski żeglarz, medalista olimpijski[85]
- 31 grudnia – Clarence Hammar, szwedzki żeglarz, medalista olimpijski[86]
- data dzienna nieznana: 
  - grudzień – Herman Looman, holenderski żeglarz, olimpijczyk[87]